# Alix Pasquet

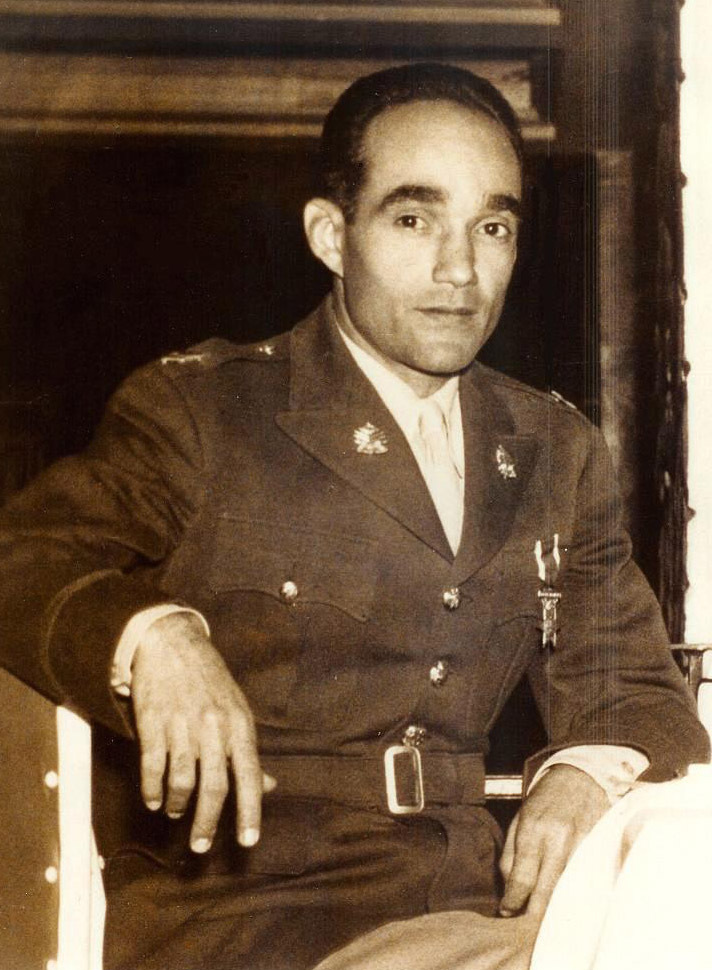

Alix Pasquet (14 de novembro de 1919 - 29 de julho de 1958) foi um piloto de caça da Segunda Guerra Mundial, um dos apenas cinco membros haitianos dos Tuskegee Airmen, um futebolista e um revolucionário político. Foi morto enquanto liderava uma tentativa de golpe contra o presidente haitiano François Duvalier em 1958.

## Piloto de combate
Em 1942, o presidente haitiano Élie Lescot implementou um programa de corpo de aviação e escolheu três homens de 42 membros do corpo para receber treinamento de piloto em Tuskegee, Alabama. Alix Pasquet, graduado em direito pela École Millitaire d'Haiti e oficial do exército haitiano na época, foi um desses três oficiais escolhidos.

## Revolucionário político
Após o fim da Segunda Guerra Mundial, Pasquet regressou ao Haiti. No entanto, ele foi exilado em 1957 por apoiar Louis Déjoie na Guerra Civil Haitiana de maio de 1957. Do exílio em Miami, Pasquet liderou um movimento político para restaurar a estabilidade em seu país natal e depor o então governante François Duvalier. Em 1958, retornou ao Haiti com Henri Perpignan e Phillipe Dominique, bem como cinco estadunidenses - Arthur Payne, Dany Jones, Levant Kersten, Robert F. Hickey e Joe D. Walker - com a intenção de dominar o quartel do exército da capital e capturar o depósito de munição no interior. Ele conseguiu entrar pelo portão do quartel convencendo o sentinela de que era um oficial entregando prisioneiros e, em seguida, rapidamente assumiu o controle do quartel. No entanto, o complô  foi frustrado quando um cúmplice, Henri Perpignan, enviou um prisioneiro para adquirir cigarros haitianos, que então revelou detalhes cruciais ao governo incumbente sobre a posição de Pasquet.
Pasquet foi assassinado durante a tentativa de golpe e enterrado em Porto Príncipe.